# حکمرانی غیرمستقیم

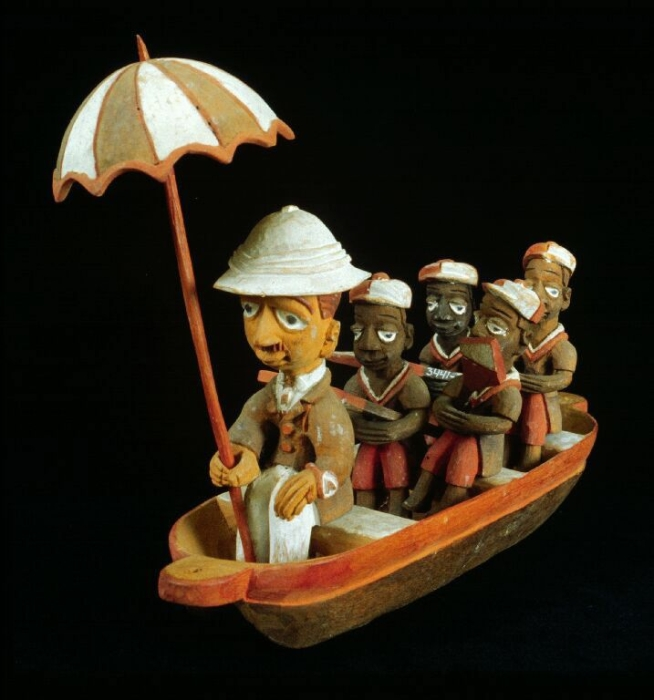
تصویربرداری قرن بیستم «یوروبا» (نیجریه) از یک افسر منطقه انگلیسی در تور حاکمان غیرمستقیم

حکمرانی غیرمستقیم (انگلیسی: Indirect rule) یک سیستم حکمرانی بود که توسط امپراتوری بریتانیا و دیگران برای کنترل بخش‌هایی از امپراتوری‌های استعماری، به ویژه در امپریالیسم غرب در آسیا استفاده می‌شد، که از طریق ساختارهای قدرت بومی از قبل موجود انجام می‌شد.